# 24 Hours of Daytona
Rolex 24 at Daytona (Daytona 3 Hour Continental (1962–1963), Daytona 2000 (1964–1965), 24 Hours of Daytona (1966–1971, 1973, 1975–1977), 6 Hours of Daytona (1972), 24 Hour Pepsi Challenge (1978–1983), SunBank 24 at Daytona (1984–1991)) – 24-godzinny wyścig samochodowy w USA organizowany corocznie na torze Daytona International Speedway. Zawody mają podobny format do wyścigu 24h Le Mans.
Po raz pierwszy wyścig został zorganizowany w 1962 roku w formacie 3-godzinnego wyścigu. Od 1964 roku wyścig był rozgrywany na dystansie 2000 km (1220 mil). Było to dwukrotnie więcej niż popularne europejskie wyścigi na 1000 km rozgrywane na torach Nürburgring, Spa czy Monza. Jedynie 24-godzinne wyścigi były wtedy dłuższe, ponieważ pokonanie 2000 km zajmowało kierowcom około 12 godzin. W roku 1966 ponownie zmieniono formułę zawodów – odtąd był to wyścig 24-godzinny.

## Zwycięzcy
| Rok  | Dystans   | Kierowca                  | Samochód        |
| ---- | --------- | ------------------------- | --------------- |
| 1962 | 3 godziny | Dan Gurney                | Lotus 19-Ford   |
| 1963 | 3 godziny | Pedro Rodríguez           | Ferrari 250 GTO |
| 1964 | 2000 km   | Pedro Rodríguez/Phil Hill | Ferrari 250 GTO |
| 1965 | 2000 km   | Ken Miles/Lloyd Ruby      | Ford GT40       |

## Wszyscy zwycięzcy 24-godzinnego wyścigu
| Rok                      | Data                                         | Kierowca                                                                                                  | Samochód                                     | Team                                            |
| ------------------------ | -------------------------------------------- | --- | -------------------------------------------- | ----------------------------------------------- |
| 1966                     | 5 lutego 6 lutego                            | Ken Miles Lloyd Ruby                                                                                      | Ford GT40 Mk. II                             | Shelby American Inc.                            |
| 1967                     | 4 lutego 5 lutego                            | Lorenzo Bandini Chris Amon                                                                                | Ferrari 330P4                                | SpA Ferrari SEFAC                               |
| 1968                     | 3 lutego 4 lutego                            | Vic Elford Jochen Neerpasch Rolf Stommelen Jo Siffert Hans Herrmann                                       | Porsche 907                                  | Porsche System Engineering                      |
| 1969                     | 1 lutego 2 lutego                            | Mark Donohue Chuck Parsons                                                                                | Lola T70-Chevrolet                           | Roger Penske Sunoco Racing                      |
| 24 Hours of Daytona 1970 | 31 stycznia 1 lutego                         | Pedro Rodríguez Leo Kinnunen                                                                              | Porsche 917                                  | J.W. Engineering                                |
| 1971                     | 30 stycznia 31 stycznia                      | Pedro Rodríguez Jackie Oliver                                                                             | Porsche 917K                                 | J.W. Automotive Engineering                     |
| 1972                     | 5 lutego 6 lutego                            | Mario Andretti Jacky Ickx                                                                                 | Ferrari 312PB                                | SpA Ferrari SEFAC                               |
| 1973                     | 3 lutego 4 lutego                            | Peter Gregg Hurley Haywood                                                                                | Porsche 911 Carrera RSR                      | Brumos Porsche                                  |
| 1974                     | Wyścig odwołany z powodu kryzysu paliwowego. | Wyścig odwołany z powodu kryzysu paliwowego.                                                              | Wyścig odwołany z powodu kryzysu paliwowego. |                                                 |
| 1975                     | 1 lutego 2 lutego                            | Peter Gregg Hurley Haywood                                                                                | Porsche 911 Carrera RSR                      | Brumos Porsche                                  |
| 1976                     | 31 stycznia 1 lutego                         | Peter Gregg Brian Redman John Fitzpatrick                                                                 | BMW 3.0 CSL                                  | BMW of North America                            |
| 1977                     | 5 lutego 6 lutego                            | Hurley Haywood John Graves Dave Helmick                                                                   | Porsche 911 Carrera RSR                      | Ecurie Escargot                                 |
| 1978                     | 4 lutego 5 lutego                            | Peter Gregg Rolf Stommelen Toine Hezemans                                                                 | Porsche 935/77A                              | Brumos Porsche                                  |
| 1979                     | 3 lutego 4 lutego                            | Hurley Haywood Ted Field Danny Ongais                                                                     | Porsche 935/79                               | Interscope Racing                               |
| 1980                     | 2 lutego 3 lutego                            | Rolf Stommelen Volkert Merl Reinhold Joest                                                                | Porsche 935J                                 | L&M Joest Racing                                |
| 1981                     | 31 stycznia 1 lutego                         | Bobby Rahal Brian Redman Bob Garretson                                                                    | Porsche 935 K3                               | Garretson Racing/Style Auto                     |
| 1982                     | 30 stycznia 31 stycznia                      | John Paul Sr. John Paul Jr. Rolf Stommelen                                                                | Porsche 935 JLP-3                            | JLP Racing                                      |
| 1983                     | 5 lutego 6 lutego                            | A.J. Foyt Preston Henn Bob Wollek Claude Ballot-Léna                                                      | Porsche 935L                                 | Henn's Swap Shop Racing                         |
| 1984                     | 4 lutego 5 lutego                            | Sarel van der Merwe Tony Martin Graham Duxbury                                                            | March 83G-Porsche                            | Kreepy Krauly Racing                            |
| 1985                     | 2 lutego 3 lutego                            | A.J. Foyt Bob Wollek Al Unser Sr. Thierry Boutsen                                                         | Porsche 962C                                 | Henn's Swap Shop Racing                         |
| 1986                     | 1 lutego 2 lutego                            | Al Holbert Derek Bell Al Unser Jr.                                                                        | Porsche 962C                                 | Holbert Racing                                  |
| 1987                     | 31 stycznia 1 lutego                         | Al Holbert Derek Bell Chip Robinson Al Unser Jr.                                                          | Porsche 962C                                 | Holbert Racing                                  |
| 1988                     | 30 stycznia 31 stycznia                      | Raúl Boesel Martin Brundle John Nielsen                                                                   | Jaguar XJR-9                                 | Castrol Jaguar Racing (TWR)                     |
| 1989                     | 4 lutego 5 lutego                            | John Andretti Derek Bell Bob Wollek                                                                       | Porsche 962C                                 | Miller High Life/BF Goodrich (Team Busby)       |
| 1990                     | 3 lutego 4 lutego                            | Davy Jones Jan Lammers Andy Wallace                                                                       | Jaguar XJR-12                                | Castrol Jaguar Racing (TWR)                     |
| 1991                     | 2 lutego 3 lutego                            | Hurley Haywood „John Winter” Frank Jelinski Henri Pescarolo Bob Wollek                                    | Porsche 962C                                 | Joest Racing                                    |
| 1992                     | 1 lutego 2 lutego                            | Masahiro Hasemi Kazuyoshi Hoshino Toshio Suzuki                                                           | Nissan R91CP                                 | Nissan Motorsports International                |
| 1993                     | 30 stycznia 31 stycznia                      | P.J. Jones Mark Dismore Rocky Moran                                                                       | Eagle MkIII-Toyota                           | All American Racers                             |
| 1994                     | 5 lutego 6 lutego                            | Paul Gentilozzi Scott Pruett Butch Leitzinger Steve Millen                                                | Nissan 300ZX-T                               | Cunningham Racing                               |
| 1995                     | 4 lutego 5 lutego                            | Jürgen Lässig Christophe Bouchut Giovanni Lavaggi Marco Werner                                            | Kremer K8 Spyder                             | Kremer Racing                                   |
| 1996                     | 3 lutego 4 lutego                            | Wayne Taylor Scott Sharp Jim Pace                                                                         | Riley & Scott MkIII-Oldsmobile               | Doyle Racing                                    |
| 1997                     | 1 lutego 2 lutego                            | Rob Dyson James Weaver Butch Leitzinger Andy Wallace John Paul Jr. Elliott Forbes-Robinson John Schneider | Riley & Scott MkIII-Ford                     | Dyson Racing                                    |
| 1998                     | 31 stycznia 1 lutego                         | Mauro Baldi Arie Luyendyk Giampiero Moretti                                                               | Ferrari 333 SP                               | Doran-Moretti Racing                            |
| 1999                     | 30 stycznia 31 stycznia                      | Elliott Forbes-Robinson Butch Leitzinger Andy Wallace                                                     | Riley & Scott MkIII-Ford                     | Dyson Racing Team Inc.                          |
| 2000                     | 5 lutego 6 lutego                            | Olivier Beretta Dominique Dupuy Karl Wendlinger                                                           | Dodge Viper GTS-R                            | Viper Team Oreca                                |
| 24 Hours of Daytona 2001 | 3 lutego 4 lutego                            | Ron Fellows Chris Kneifel Franck Fréon Johnny O’Connell                                                   | Chevrolet Corvette C5-R                      | Corvette Racing                                 |
| 24 Hours of Daytona 2002 | 2 lutego 3 lutego                            | Didier Theys Fredy Lienhard Max Papis Mauro Baldi                                                         | Dallara SP1-Judd                             | Doran Lista Racing                              |
| 24 Hours of Daytona 2003 | 1 lutego 2 lutego                            | Kevin A. Buckler Michael Schrom Timo Bernhard Jörg Bergmeister                                            | Porsche 996 GT3-RS                           | The Racer's Group                               |
| 24 Hours of Daytona 2004 | 31 stycznia 1 lutego                         | Christian Fittipaldi Terry Borcheller Forest Barber Andy Pilgrim                                          | Doran JE4-Pontiac                            | Bell Motorsports                                |
| 24 Hours of Daytona 2005 | 5 lutego 6 lutego                            | Max Angelelli Wayne Taylor Emmanuel Collard                                                               | Riley MkXI-Pontiac                           | SunTrust Racing                                 |
| 24 Hours of Daytona 2006 | 28 stycznia 29 stycznia                      | Scott Dixon Dan Wheldon Casey Mears                                                                       | Riley MkXI-Lexus                             | Target Chip Ganassi with Felix Sabates          |
| 24 Hours of Daytona 2007 | 27 stycznia 28 stycznia                      | Juan Pablo Montoya Salvador Durán Scott Pruett                                                            | Riley MkXI-Lexus                             | Telmex Chip Ganassi with Felix Sabates          |
| 24 Hours of Daytona 2008 | 26 stycznia 27 stycznia                      | Juan Pablo Montoya Dario Franchitti Scott Pruett Memo Rojas                                               | Riley MkXI-Lexus                             | Telmex Chip Ganassi with Felix Sabates          |
| 24 Hours of Daytona 2009 | 24 stycznia 25 stycznia                      | David Donohue Antonio García Darren Law Buddy Rice                                                        | Riley MkXI-Porsche                           | Brumos Racing                                   |
| 24 Hours of Daytona 2010 | 30 stycznia 31 stycznia                      | João Barbosa Terry Borcheller Ryan Dalziel Mike Rockenfeller                                              | Riley MkXI-Porsche                           | Action Express Racing                           |
| 24 Hours of Daytona 2011 | 29 stycznia 30 stycznia                      | Joey Hand Graham Rahal Scott Pruett Memo Rojas                                                            | Riley MkXX-BMW                               | Telmex Chip Ganassi Racing                      |
| 24 Hours of Daytona 2012 | 28 stycznia 29 stycznia                      | A.J. Allmendinger Oswaldo Negri John Pew Justin Wilson                                                    | Riley MkXXVI-Ford                            | Telmex Michael Shank Racing with Curb-Agajanian |
| 24 Hours of Daytona 2013 | 26 stycznia 27 stycznia                      | Juan Pablo Montoya Charlie Kimball Scott Pruett Memo Rojas                                                | Riley MkXXVI-BMW                             | Chip Ganassi Racing                             |
| 24 Hours of Daytona 2014 | 25 stycznia 26 stycznia                      | João Barbosa Christian Fittipaldi Sébastien Bourdais                                                      | Chevrolet Corvette Daytona Prototype         | Action Express Racing                           |
| 24 Hours of Daytona 2015 | 24 stycznia 25 stycznia                      | Scott Dixon Tony Kanaan Kyle Larson Jamie McMurray                                                        | Riley MkXXVI-Ford                            | Chip Ganassi Racing                             |
| 24 Hours of Daytona 2016 | 30 stycznia 31 stycznia                      | Ed Brown Johannes van Overbeek Scott Sharp Pipo Derani                                                    | Ligier JS P2-Honda                           | Tequila Patrón ESM                              |
| 24 Hours of Daytona 2017 | 28 stycznia 29 stycznia                      | Max Angelelli Jeff Gordon Jordan Taylor Ricky Taylor                                                      | Cadillac DPi-V.R                             | Wayne Taylor Racing                             |
| 24 Hours of Daytona 2018 | 27 stycznia 28 stycznia                      | João Barbosa Filipe Albuquerque Christian Fittipaldi                                                      | Cadillac DPi-V.R                             | Mustang Sampling Racing                         |
| 24 Hours of Daytona 2019 | 26 stycznia 27 stycznia                      | Jordan Taylor Fernando Alonso Renger van der Zande Kamui Kobayashi                                        | Cadillac DPi-V.R                             | Wayne Taylor Racing                             |